# Burkholder-Ungleichung
Die Burkholder-Ungleichung (auch Burkholder-Davis-Gundy-Ungleichung) ist eine Ungleichung aus der Stochastik. Sie stellt den Zusammenhang zwischen der Größenordnung eines Martingals und seiner quadratischen Variation her. Benannt wurde sie nach Donald Burkholder, der Professor an der University of Illinois war. 

## Formulierung
Es sei {\displaystyle M} ein stetiges lokales Martingal mit {\displaystyle M_{0}=0\;}, definiert auf einem Wahrscheinlichkeitsraum {\displaystyle (\Omega ,{\mathcal {F}},({\mathcal {F}}_{t}),P)\ }. Dann existieren zu jedem {\displaystyle p>0\;} Konstanten {\displaystyle c_{p},C_{p}\;}, so dass für jedes {\displaystyle t>0\;}
{\displaystyle c_{p}E[\langle M,M\rangle _{t}^{\frac {p}{2}}]\leq E[\sup _{s\leq t}|M_{s}|^{p}]\leq C_{p}E[\langle M,M\rangle _{t}^{\frac {p}{2}}]}
gilt. Dabei bezeichnet {\displaystyle \langle M,M\rangle _{t}\;} die quadratische Variation von {\displaystyle M}.

## Verwendung
Die Burkholder-Ungleichung ist ein wichtiges Hilfsmittel bei der Herleitung von Grenzwertsätzen für stochastische Prozesse. 